# Гідроксихлорохін
Гідроксихлорохін (Плаквеніл) — синтетичний антипротозойний препарат та протиревматичний препарат, що є похідним 4-амінохіноліну, для перорального застосування. Вивчається як експериментальний препарат для лікування коронавірусної хвороби (COVID-19).

## Фармакологічні властивості
Гідроксихлорохін — синтетичний антипротозойний препарат, що є похідним 4-амінохіноліну. Препарат має бактерицидну дію, що пов'язана з порушенням процесів реплікації ДНК у клітинах малярійних плазмодіїв. Препарат активний лише до гематошизонтних форм плазмодіїв та неактивний до екзоеритроцитарних форм. Гідроксихлорохін має протизапальну та протиалергічну дію, зв'язує вільні радикали, пригнічує реактивність лімфоцитів та гальмує хемотаксис лейкоцитів, пригнічує активність нейтральної протеази та коллагенази, знижує внутрішньокапілярну агегацію еритроцитів, має помірну імунодепресивну дію, має гіполіпідемічні властивості та здатність до нормалізації ліпідного профілю. Гідроксихлорохін відновлює здатність аннексину A5 зв'язуватися із фосфоліпідами клітинних мембран, що порушується при антифосфоліпідному синдромі.

### Фармакокінетика
Після прийому всередину гідроксихлорохін швидко всмоктується, біодоступність препарату при пероральному прийомі становить 74 %. Максимальна концентрація в крові досягається впродовж 1—2 годин після прийому всередину. Високі концентрації гідроксихлорохін створює у багатьох тканинах та рідинах організму, найвищі — в печінці, нирках, селезінці, легенях, центральній нервововій системі. Гідроксихлорохін накопичується в еритроцитах. Препарат зв'язується з клітинами, що містять меланін (клітини шкіри, очей). Гідроксихлорохін проникає через плацентарний бар'єр та виділяється в грудне молоко. Препарат метаболізується в печінці з утворенням неактивних метаболітів. Виводиться гідроксихлорохін з організму переважно нирками, а також із жовчю і калом. Період напіввиведення препарату становить при короткочасному прийомі 5 діб, при тривалому прийомі цей час може продовжуватись до 32—50 діб, існує ймовірність збільшення цього часу при печінковій та нирковій недостатності.

## Показання до застосування
Гідроксихлорохін застосовується для профілактики та лікування малярії, спричиненої чутливими штамами збудників (крім екзоеритроцитарних форм). Застосовується для лікування ревматоїдного артриту, ювенільного ревматоїдного артриту, системного червоного вовчака (на початкових стадіях ревматологічних захворювань), дискоїдного червоного вовчака, фотодерматозів.

## Побічна дія
При застосуванні гідроксихлорохіну можливі наступні побічні ефекти:
- З боку шкіри та підшкірної клітковини — рідко (0,01—0,1 %) висипання на шкірі, свербіж шкіри, порушення пігментації, випадіння волосся, загострення шкірної порфірії, загострення псоріазу; дуже рідко (менше 0,01 %) синдром Стівенса — Джонсона, синдром Лаєлла.
- З боку травної системи — нечасто нудота, діарея, болі в животі; рідко (0,01—0,1 %) блювання; дуже рідко порушення функції печінки.
- З боку нервової системи та органів чуттів — нечасто (0,1—1 %) головний біль, парестезії, нейропатія, міопатія, міалгії, судоми, загострення міастенії, збудження, запаморочення, дзвін у вухах; рідко (0,01—0,1 %) затуманення зору, поява скотом, порушення акомодації, кератопатія та необоротна ретинопатія.
- З боку серцево-судинної системи — дуже рідко артеріальна гіпотензія, кардіоміопатія, зміни на ЕКГ — порушення провідності та інверсія зубця Т.
- Зміни в лабораторних аналізах — рідко тромбоцитопенія, агранулоцитоз, апластична анемія, панцитопенія, підвищення рівня активності амінотрансфераз в крові.

## Протипокази
Гідроксихлорохін протипоказаний при підвищеній чутливості до препарату, міастенії, будь-яких порушеннях з боку сітківки, непереносимістю галактози, дефіцитом лактази та іншими аномаліями засвоєння вуглеводів, дітям до 6 років, вагітності та годуванні грудьми. З обережністю хлорохін застосовується при псоріазі, порфірії, захворюваннях печінки та нирок, недостатності глюкозо-6-фосфатдегідрогенази.

## Форми випуску
Гідроксихлорохін випускається у вигляді таблеток по 0,2 г.

## Лікування коронавірусної хвороби 2019 (Covid-19)
На початку пандемії коронавірусної хвороби 2019 були отримані попередні обнадійливі результати застосування гідроксихлохлорохіну чи близького до нього хлорохіну, які виявили здатність блокувати розмноження SARS-CoV-2 у культурі клітин. Показано, що препарати мають очевидну ефективність і прийнятну безпеку при пневмонії під час коронавірусної хвороби 2019, що було показано у багатоцентрових клінічних випробуваннях, проведених у Китаї. Препарат рекомендувалося включити до «Керівних принципів профілактики, діагностики та лікування пневмонії при COVID-19», яке видає Національна комісія з охорони здоров'я КНР для лікування COVID-19 у більшій кількості населення в майбутньому. Опубліковано результати нерандомізованого дослідження використання гідроксихлорохіну разом з азитроміцином для лікування хворих на коронавірусну хворобу 2019, яке проведено колективом авторів під керівництвом відомого французького науковця Дідьє Рауля. Було проведено дослідження на 20 хворих, серед яких шестеро не мали симптомів. Їм було призначено 0,6 г гідроксихлорохіну щодня, а азитроміцин добавляли за клінічної необхідності. Результат оцінювався за зменшенням вірусного навантаження в ПЛР (зразки з дихальних шляхів) і тривалості клінічного перебігу, визнаний перспективним.
Американська державна організація Управління з контролю продовольства і медикаментів (Food and Drug Administration, FDA) дала дозвіл на застосування препаратів гідроксихлорохіну та хлорохіну для експериментального лікування хворих на коронавірусну хворобу 2019. Національний інститут здоров'я США розпочав у травні 2020 року клінічне дослідження гідроксихлорохіну та азитроміцину для лікування 2 тисяч дорослих хворих на COVID-19.
Були отримані дані рандомізованого дослідження, які не виявили того, що гідроксихлорохін дозволяє швидше елімінувати SARS-CoV-2 з організму хворого або полегшити клінічний перебіг у пацієнтів із COVID-19 порівняно зі стандартною терапією. Але самі автори через відсутність проведеної наукової експертизи їхньої роботи вважають, що їхні результати поки не слід використовувати як рекомендації у клінічній практиці. Проведене дослідження ефективності гідроксихлорохіну у 1446 пацієнтів з коронавірусною хворобою 2019, які потрапили до лікарні, введення гідроксихлорохіну не було пов'язане ні зі зниженим, ні з підвищеним ризиком інтубації чи смерті. Серед пацієнтів, госпіталізованих у Нью-Йорку з COVID-19, лікування гідроксихлорохіном, азитроміцином або обома, порівняно з жодним лікуванням, не було суттєво пов'язане з відмінностями в стаціонарній смертності. Однак інтерпретація цих висновків була обмежена спостережною схемою.
Понад 130 000 пацієнтів планувалося для участі в клінічних дослідженнях, що мали оцінити ефективність гідроксихлорохіну та хлорохіну в усьому світі. Хоча ці препарати розглядаються в першу чергу як варіант лікування, існує також значний інтерес до профілактичного застосування гідроксихлорохіну. 52 дослідження відповідають найвищому стандарту дизайну (рандомізовані, подвійні сліпі та плацебо-контрольовані)
Опубліковане нерандомізоване дослідження 96032 історій хвороб у 671 медичному закладі різних країн, в якому зроблено висновок, що авторам не вдалося підтвердити користь гідроксихлорохіну або хлорохіну при застосуванні самостійно або з макролідним антибіотиком (азитроміцином чи кларитроміцином). Вказувалося на часте виникнення шлуночкових аритмій у такій ситуації, що призводило на думку авторів до більшої летальності, хоча самі автори указують на те, що на їхні результати дослідження історій хвороби могли відбитися багато факторів, але це потребує за їхньою думкою терміново отримати результати рандомізованих клінічних досліджень. Але більше 100 науковців і клініцистів виявили сумнів стосовно цього нерандомізованого дослідження по історіях хвороб, через що вони звернулися з відкритим листом у New York Times, де піддали сумніву справжність цієї великої бази даних, яка послужила основою для дослідження. Вони попросили часопис The Lancet надати детальну інформацію про походження даних і закликали до незалежної перевірки досліджень ВООЗ або іншого незалежного медичного наукового центру. Експерти також піддали критиці методологію дослідження і відмову авторів вказати будь-яку з лікарень, що надають дані про пацієнтів, або назвати країни, в яких вони перебували. А французькій вірусолог Дідьє Рауль заявив, що він «не знає, чи вбиває гідроксихлорохін десь в іншому місці, але тут (у Франції) він врятував багатьох людей, і тому в країні найнижча летальність у світі — 0,5 %. Він не вважає вірним брати дані, якість яких невідомо, все змішувати, включаючи дані про ліки, для яких ми не знаємо оптимальну дозу».
Згідно із заявою Генерального директора ВООЗ Виконавча група Solidarity Trial, що представляє 10 країн-учасниць, зібралася і погодилася переглянути всебічний аналіз і критичну оцінку всіх доказів, наявних у всьому світі стосовно застосування хлорохіну і гідроксихлорохіну при коронавірусній хворобі 2019. В огляді передбачалося врахувати дані, зібрані до цього часу в рамках Solidarity Trial, і, зокрема, надійні рандомізовані наявні дані, щоб адекватно оцінити потенційну користь і шкоду від цих препаратів. Виконавча група впровадила тимчасову паузу підрозділу гідроксихлорохіну під час випробувань у цих країнах. Ще раз зазначено, що ці препарати приймаються як загальнобезпечні для застосування у пацієнтів з автоімунними захворюваннями або малярією.
Троє з чотирьох авторів статті в журналі The Lancet про небезпеку застосування гідроксихлорохіну при лікуванні коронавірусної хвороби 2019 відкликали її з цього журналу. Науковці заявили, що не можуть провести перевірку даних, використаних під час дослідження, і більше не мають впевненості в їхній надійності. Після публікації в The Lancet виявилося, що відомості про вплив гідроксихлорохіну на 96 тисяч хворих на коронавірусну хворобу 2019, які перебували на лікуванні в 671-й лікарні по всьому світу, були надані науковцям маловідомою американською компанією Surgisphere. За даними The Guardian, в цій компанії, яку очолює четвертий співавтор статті, працює лише кілька людей. Компанія наполягала, що має «найбільшу та оперативну» базу даних про пацієнтів у всьому світі, проте доказів цього журналістам не надала. Контактні дані Surgisphere на її сайті були відсутні, замість цього там розміщені посилання на матеріали, присвячені криптовалюті. Як зазначили автори статті про гідроксихлорохін у журналі The Lancet, після того, як результати їхнього дослідження поставлено під сумнів, вони вимагали провести незалежний аудит даних. Однак в Surgisphere повідомили, що не нададуть дані про пацієнтів. Раніше The Guardian написала, що дані Surgisphere зокрема суперечать офіційній статистиці в Австралії. За інформацією, що її надала Surgisphere, 21 квітня 2020 року в країні зафіксували 73 летальні випадки від COVID-19. Однак згідно з даними влади Австралії, цього дня кількість померлих не перевищила 67. Крім того, в австралійських лікарнях, на які посилається Surgishere, заявили, що ніколи не чули про цю компанію.
3 червня 2020 року ВООЗ заявила, що клінічні випробування гідроксихлорохіну поновлюються після огляду безпеки, який виявив, що немає підстав змінювати чи припиняти клінічні випробування. Заборона використання препарату позбавило лікарів важливого інструменту, коли його призначають у правильній дозі та потрібному пацієнту, що вже застосовано у багатьох пацієнтів по всьому світі, з можливістю, хоча й не доведеною поки що, пом'якшити в першій фазі хвороби запальну реакцію, уникаючи жахливих наслідків цитокінової бурі. Єдиний спосіб оцінити, чи є гідроксихлорохін ефективним методом лікування хворих на Covid-19 — це пройти серйозне перспективне рандомізоване дослідження з дотриманням принципів доказової медицини.
Американська державна організація Управління з контролю продовольства і медикаментів (Food and Drug Administration, FDA) 15 червня 2020 року застерегла від використання гідроксихлорохіну або хлорохіну для лікування хворих на COVID-19 поза лікарнею або клінічним випробуванням через ризик проблем із серцевим ритмом. На підставі поточного аналізу та нових наукових даних FDA скасувала дозвіл на екстрене використання (EUA) гідроксихлорохіну та хлорохіну для лікування коронавірусної хвороби 2019 у деяких госпіталізованих пацієнтів, коли клінічне випробування недоступне або участь у ньому неможлива. Це визначено на основі останніх результатів великого рандомізованого клінічного випробування госпіталізованих пацієнтів, у яких виявлено, що ці ліки не виявили користі для зниження ймовірності смерті або прискорення одужання. Цей результат узгоджено з іншими новими даними, в тому числі з тими, що показують те, що запропоноване дозування цих лікарських засобів навряд чи вб'є або інгібує вірус, який спричинює COVID-19.
17 червня 2020 року ВООЗ оголосила, що підрозділ гідроксихлорохіну в дослідженні Solidarity Trial припиняє свою діяльність. Виконавча група Solidarity Trial обґрунтувала це на основі досліджень Recovery, Discovery і Кохренівського ревю, які показали, що проміжні результати проведених досліджень показали, що гідроксихлорохін призвів до незначного зменшення летальності госпіталізованих пацієнтів із COVID-19 у порівнянні зі стандартною терапією. Це рішення стосується лише проведення досліджень у Solidarity Trial і не поширюється на використання або оцінку гідроксихлорохіну в до- або післяекспозиційній профілактиці у людей, які можуть заразитися або потенційно заразилися COVID-19.
1 липня 2020 року опубліковане мультицентрове ретроспективне дослідження The Henry Ford Health System (HFHS), в якому на основі оцінці у сімох лікарнях 2541 випадку під час контролю факторів ризику COVID-19 лікування лише гідроксихлорохіном та у поєднанні з азитроміцином асоціювалось із зменшенням летальності, пов'язаної із COVID-19.
14 липня 2020 року МОЗ України внаслідок роботи робочої групи змінило у протоколі лікування хворих на коронавірусну хворобу 2019 використання в ньому гідроксихлорохину, припинивши його призначення при тяжких формах у дорослих і у дітей, але залишивши для лікування хвороби у групах ризику, при середньотяжких формах у стаціонарі та постекспозиційній профілактики під наглядом лікаря.